# Ria Vandervis
Ria Vandervis es una actriz neozelandesa, más conocida por interpretar a la villana Miratrix en Power Rangers Operation Overdrive.

## Biografía
Ria asistió al UNITEC School of Performing & Screen Arts y completó un curso de tres años en actuación.

## Carrera
De 2002 a 2006, actuó en varias obras de teatro para UNITEC. Un año después obtuvo un papel secundario en la película The Devil Dared Me To, donde interpretó a Cindy Cockburn. En 2007 se unió al elenco principal de la serie Power Rangers Operation Overdrive, donde interpretó a la villana Miratrix. En junio del mismo año, asistió junto a sus compañeros del programa a la primera convención de fanes de los Power Rangers, realizada en Los Ángeles. En 2009 apareció como invitada en series como The Cut, Rescue Special Ops y en la segunda temporada de Packed to the Rafters, donde interpretó a Layla Soubrani. Ese mismo año apareció en la serie criminal Underbelly: A Tale of Two Cities, donde dio vida a Kay Reynolds. 
En 2010 se unió al elenco principal del drama australiano Cops: L.A.C., donde interpretó a la oficial detective mayor Roxanne Perez. En noviembre del mismo año, y después de una temporada, la serie fue cancelada por la cadena Nine debido a la baja audiencia. En 2013 se unió al elenco de la nueva serie neozelandesa Harry, donde interpretó a Christie "Millsy" Mills.

## Filmografía
Series de televisión
| Año             | Serie                             | Personaje               | Notas          |
| --------------- | --------------------------------- | ----------------------- | -------------- |
| 2013 - presente | Harry                             | Christie "Millsy" Mills | -              |
| 2010            | Cops: L.A.C.                      | Roxanne Perez           | 13 episodios   |
| 2009            | Packed to the Rafters             | Layla Soubrani          | 7 episodios    |
| 2009            | Rescue Special Ops                | Jasmine                 | episodio # 1.2 |
| 2009            | The Cut                           | Vanessa Stewart         | 4 episodios    |
| 2009            | Underbelly: A Tale of Two Cities  | Kay Reynolds            | 4 episodios    |
| 2007            | Power Rangers Operation Overdrive | Miratrix/Mira           | 20 episodios   |
| -               | Emeralds                          | Elena                   | -              |

Películas
| Año  | Película              | Personaje      | Notas              |
| ---- | --------------------- | -------------- | ------------------ |
| 2007 | The Devil Dared Me To | Cindy Cockburn | junto a Matt Heath |
| 2006 | Billy for Lilly       | Sarah          | corto              |
| 2005 | Tough Fortune Cookies | Fran           | corto              |
| 2005 | Oedipus               | Julie          | corto              |
| 2005 | The Speed of Love     | Melody         | corto              |
| 2005 | Bully for You         | Cassie         | corto              |
| 2004 | A Telling Time        | Julie          | corto              |
| 2004 | Lovely Creature       | Siren          | corto              |

Teatro
| Año  | Obra             | Personaje      | Director (a)                     | Teatro             |
| ---- | ---------------- | -------------- | -------------------------------- | ------------------ |
| 2005 | Romeo & Juliet   | Lady Capulet   | Linda Cartwright & Lisa Brickell | UNITEC Productions |
| 2005 | Overdose         | Danika         | Cameron Rhodes                   | UNITEC Productions |
| 2005 | Blam in Gilead   | Babe           | Jonathon Hendry                  | UNITEC Productions |
| 2005 | The Collective   | Bea/Poet/Grete | Jude Gibson                      | UNITEC Productions |
| 2004 | At the Bay       | Moira Morrison | Roz Gardner                      | UNITEC Productions |
| 2004 | Spring Awakening | Welda Bergman  | Raymond Hawthorne                | UNITEC Productions |

Apariciones
| Año  | Título          | Notas                      |
| ---- | --------------- | -------------------------- |
| 2007 | Power Morphicon | como ella misma & Miratrix |